# Gobierno de Nicolás Lindley López
El gobierno de Nicolás Lindley López inició el 3 de marzo de 1963 y culminó el 28 de julio de 1963. Este se dio en el marco de la Junta de Gobierno, anteriormente presidida por Ricardo Pérez Godoy.

## Toma de mando
Ante las inclinaciones de Pérez Godoy a quedarse en el poder, Nicolás Lindley asumió el mando el 3 de marzo de 1963. Encabezó junto con Ricardo Pérez Godoy el golpe de Estado que defenestró a Manuel Prado Ugarteche e instauraron juntos la Junta Militar, cuya finalidad principal era cerrar el paso al aprismo, convocar a nuevas elecciones y entregar el poder el 28 de julio de 1963.
Nicolás Lindley López ocupó el cargo de Ministro de Defensa. Sin embargo, cuando Pérez Godoy dio señales de pretender quedarse más tiempo en el poder, Nicolás Lindley López lo desaforó de la Presidencia de la República y la pasó a ejercer para cumplir con el cronograma inicial.
Convocó elecciones, en las que ganó Fernando Belaúnde Terry y entregó el poder en la fecha prevista.

## Gobierno
Durante su gobierno nombró alcaldesa de Lima a Anita Fernandini de Naranjo, aristócrata limeña que hizo obras sociales y mostró preocupación por las costumbres religiosas. Mantuvo el control del poder ejecutivo, siendo Presidente del Consejo de Ministros del Perú durante su periodo de gobierno.
Convocó a elecciones, en las cuales ganó Fernando Belaúnde Terry.

## Autoridades

### Ministros
| Ministerio                           | Ministros                         | Periodo                                |
| ------------------------------------ | --------------------------------- | -------------------------------------- |
| Presidencia del Consejo de Ministros | Nicolás Lindley López             | 3 de marzo de 1963-28 de julio de 1963 |
| Relaciones Exteriores                | Luis Edgardo Llosa González-Pavón | 3 de marzo de 1963-28 de julio de 1963 |
| Agricultura y alimentación           | Alfonso Terán Brambilla           | 3 de marzo de 1963-28 de julio de 1963 |
| Trabajo y asuntos indígenas          | José Gagliardi Schiaffino         | 3 de marzo de 1963-28 de julio de 1963 |
| Hacienda y Comercio                  | Augusto Valdez Oviedo             | 3 de marzo de 1963-28 de julio de 1963 |
| Salud pública y asistencia social    | Víctor Solano Castro              | 3 de marzo de 1963-28 de julio de 1963 |
| Justicia y Culto                     | Juan Orrego Aguinaga              | 3 de marzo de 1963-28 de julio de 1963 |
| Educación pública                    | Franklin Pease Olivera            | 3 de marzo de 1963-28 de julio de 1963 |
| Fomento y Obras Públicas             | Máximo Verástegui Izurieta        | 3 de marzo de 1963-28 de julio de 1963 |
| Gobierno y Policía                   | Germán Pagador Blondet            | 3 de marzo de 1963-28 de julio de 1963 |
| Aeronáutica                          | Pedro Vargas Prada                | 3 de marzo de 1963-28 de julio de 1963 |
| Marina                               | Juan Francisco Torres Matos       | 3 de marzo de 1963-28 de julio de 1963 |
| Guerra                               | Nicolás Lindley López             | 3 de marzo de 1963-28 de julio de 1963 |